# Metropolitano do Cairo
O Metro do Cairo, no Egipto, é o mais antigo sistema de metropolitano em África, permanecendo como o único do continente até a inauguração do Metrô de Argel, em 2009. Atualmente a rede consiste em três linhas Linha 1, Linha 2 e Linha 3 que formam uma rede de 88,5 quilômetros, 74 estações e transportam 2,5 milhões de passageiros por dia.
Em todos os comboios do Metro do Cairo, a primeira carruagem é reservada para as mulheres.

## História

### Antecedentes
O primeiro projeto para a implantação de um metropolitano no Cairo surgiu na década de 1930 quando o engenheiro Saiyed Abdel Wahed da Autoridade Ferroviária Egípcia sugeriu a eletrificação das ferrovias nos trechos que atravessavam a capital egípcia e a sua conversão em metropolitano. Com o início da Segunda Guerra Mundial, o projeto foi esquecido e somente depois da Revolução Egípcia de 1952 (que depôs a monarquia) que o novo governo passou a pensar oficialmente na mobilidade da capital.
O governo do Egito, liderado por Nasser, se aproximou da União Soviética em 1956 e assinou acordos econômicos e militares que incluíram um projeto de metrô para o Cairo. Uma missão técnica soviética chegou ao país naquele ano e fez o primeiro projeto oficial de um metrô no Cairo. Apesar dos acordos, não houve interesse do governo egípcio e o projeto acabou arquivado naquele momento. Na década de 1960 ocorreram novos estudos de um metrô no Cairo patrocinado por japoneses (1960), franceses (1962) e outra vez pelos soviéticos (1966) porém foi apenas em 1969 que o governo egípcio resolveu lançar um concurso oficial internacional para a realização de um projeto de metrô.

### O projeto francês
Oito empresas participaram do concurso internacional e o governo egípcio declarou vencedora a empresa francesa Sofretu. O contrato foi assinado em setembro de 1970 e a empresa iniciou seus trabalhos em seguida. Com a Guerra do Yom Kippur, os trabalhos foram parcialmente interrompidos. Em 1975, com o projeto concluído, o governo egípcio de Sadat assinou o primeiro acordo de financiamento com o governo francês, com previsão de custo de 880 milhões de dólares. Apesar do interesse dos franceses, o projeto foi arquivado em 1978 pelo ministro da economia do Egito Abdel Moneim El- Kayssouny (que o considerou caro e inviável para o país). Isso não demoveu o governo francês a negociar o financiamento com o Egito. A morte do presidente Sadat atrasou os planos, porém um acordo de financiamento foi assinado em 1982 entre o presidente Mitterrand e o sucessor de Sadat, Hosni Mubarak.

### Obras da primeira linha
As obras da primeira linha do metrô do Cairo foram iniciadas em fins de 1982, com o intuito de conclusão para 1985. A primeira linha foi construída majoritariamente em superfície, aproveitando-se de trechos da ferrovia Cairo-Helwan, eletrificada em 1956 pela Siemens com sistema de catenária tensão de 1500 VCC. As obras foram realizadas por um consórcio franco-egípcio. No centro do Cairo foi construído um túnel de 4,5 quilômetros de extensão para proporcionar a passagem do metrô pela região histórica. Atrasos nos trabalhos fizeram com que o primeiro trecho fosse inaugurado apenas em 27 de setembro de 1987. A primeira linha foi concluída em 1989, quatro anos acima do previsto.

### O projeto japonês
Apesar de ter sido prevista desde os anos 1970 pelos estudos franceses, o projeto da Linha 2 passou por um novo estudo, elaborado pela Agência de Cooperação Internacional do Japão (JICA) em 1989. Os estudos previam uma ligação entre os distritos de Ataba e Embaba, com 7,8 quilômetros e onze estações.

### Obras da Linha 2
Em 1990 a Egypt National Authority for Tunnels contratou o grupo francês Vinci para elaborar o projeto executivo da Linha 2. O projeto da linha foi desenvolvido como uma linha subterrânea de 21,6 km e 20 Estações, ligando as estações Shubra El Khaima e El Mounib. Para construir a linha 2, foi necessário empregar a tecnologia de construção de túneis com Tuneladora. A obra atraiu atenção mundial por conta de um trecho passar sob o leito do Rio Nilo.
A implantação da Linha 2 foi dividida em cinco fases e suas obras foram iniciadas no início dos anos 1990. O primeiro trecho, entre as estações Shubra El Khaima – Al-Shohadaa, com 8 quilômetros e 8 estações foi inaugurado em 1 de outubro de 1996.

## Planos futuros
Foram propostas três linhas novas — todas com o objectivo principal de reduzir o tráfego caótico das ruas da capital egípcia &mdash a Linha 4 foi planeada de modo a juntar a zona Sudoeste de Al Ahram à zona Este de Nasr; a Linha 5 será semi-circular e unirá todas as outras quatro linhas, desde Nasr até Port Said Street e Shubra El Kheima; e a Linha 6 faria o percurso Norte-Sul do Cairo, de Shubra a Maadi.

## Linhas
| Linha   | Cor      | Trajeto               | Inauguração             | Última ampliação | Comprimento | Número de estações |
| ------- | -------- | --------------------- | ----------------------- | ---------------- | ----------- | ------------------ |
| Linha 1 | Vermelho | Helwan – Nova El-Marg | 27 de setembro de 1987  | 1999             | 44 km       | 35                 |
| Linha 2 | Amarelo  | Shobra – El Mounib    | 1 de outubro de 1996    | 2005             | 21,5 km     | 20                 |
| Linha 3 | Verde    | Attaba – Al Ahram     | 21 de fevereiro de 2012 | 2020             | 23 km       | 19                 |

## Frota
| Imagem | Origem              | Fabricante                            | Ano        | Eletrificação   | Tensão   | Formação              | Linhas | Frota (trens) |
| ------ | ------------------- | ------------------------------------- | ---------- | --------------- | -------- | --------------------- | ------ | ------------- |
|        | França Japão Egito  | Alstom/ Kinki Sharyo Semaf            | 1983/ 1984 | Catenária       | 1500 VCC | MC1+R+MC2             | 1      | 35            |
|        | Japão Egito         | Kinki Sharyo Semaf                    | 1996       | Terceiro trilho | 750 VCC  | M+R1+R2               | 2      | 18            |
|        | Japão Egito         | Kinki Sharyo Mitsubishi Toshiba Semaf | 2012       | Terceiro trilho | 750 VCC  | M+R1+RA+R2+R2+RA+R1+M | 3      | 15            |
|        | Coréia do Sul Egito | Rotem Semaf                           | 2016       | Catenária       | 1500 VCC |                       | 1      | 20            |
|        | Coréia do Sul       | Rotem                                 | 2020       | Terceiro trilho | 750 VCC  |                       | 3      | 32 (previsto) |

## Estatísticas
Entre 1987 e 2019 foram transportados cerca de 27 bilhões de passageiros no Metrô do Cairo.
| Ano   | Passageiros (em milhões) | Ano  | Passageiros (em milhões) |
| ----- | ------------------------ | ---- | ------------------------ |
| 1987  | 91 000 000               | 2004 | 677 000 000              |
| 1988  | 136 000 000              | 2005 | 710 000 000              |
| 1989  | 224 000 000              | 2006 | 703 000 000              |
| 1990  | 247 000 000              | 2007 | 716 000 000              |
| 1991  | 280 000 000              | 2008 | 772 000 000              |
| 1992  | 305 000 000              | 2009 | 805 000 000              |
| 1993  | 312 000 000              | 2010 | 837 000 000              |
| 1994  | 328 000 000              | 2011 | 1 022 000 000            |
| 1995  | 357 000 000              | 2012 | 1 153 000 000            |
| 1996  | 448 000 000              | 2013 | 1 504 000 000            |
| 1997  | 511 000 000              | 2014 | 1 606 000 000            |
| 1998  | 563 000 000              | 2015 | 1 738 000 000            |
| 1999  | 655 000 000              | 2016 | 1 840 000 000            |
| 2000  | 676 000 000              | 2017 | 1 966 000 000            |
| 2001  | 681 000 000              | 2018 | 2 101 000 000            |
| 2002  | 666 000 000              | 2019 | 2 265 000 000            |
| 2003  | 658 000 000              | 2020 | N/D                      |
| Total |                          |      | 27 553 000 000           |